# Patrick McKee
Patrick McKee (sinh ngày 15 tháng 6 năm 1988) là một cựu chính khách Ireland. Ông là thành viên của Fianna Fáil, và trước đây là thành viên của Renua và là ứng cử viên của họ trong bầu cử Carlow-Kilkenny Dáil 2015.

## Tuổi thơ
McKee sinh vào tháng 6 năm 1988. Anh học trung học tại St Kieran's College cho đến năm 2006, sau đó tốt nghiệp Cử nhân Nghệ thuật Luật và Kinh doanh tại Học viện Công nghệ Waterford năm 2010. Năm 2011, ông nhận bằng Cử nhân Luật của University College Cork. Từ năm 2012 McKee đã làm luật sư tập sự tại W.A. Smithwick & Son, Luật sư tại Kilkenny. McKee công khai là một người đồng tính nam vào năm 2011 trong một cuộc phỏng vấn trên đài phát thanh địa phương.